# Justin Bartha
Justin Lee Bartha (năcut la 21 iulie 1978) este un actor american, de film, voce și televiziune, cel mai cunoscut pentru rolurile sale ca personajul Riley Poole din seria National Treasure, respectiv ca personajul Doug Billings în seria de filme The Hangover. Actualmente Bartha joacă în seria de televiziune, realizată de NBC, comedia The New Normal, în rolul personajului David Sawyer.

## Filmografie
Film
| An   | Film                               | Rol              | Note                                      |
| ---- | ---------------------------------- | ---------------- | ----------------------------------------- |
| 1999 | Tag                                | Kip Woffard      |                                           |
| 2003 | Gigli                              | Brian            |                                           |
| 2003 | Carnival Sun                       | Adam Roam        |                                           |
| 2004 | Strip Search                       |                  | TV film                                   |
| 2004 | National Treasure                  | Riley Poole      |                                           |
| 2005 | Trust the Man                      | Jasper Bernard   |                                           |
| 2006 | Failure to Launch                  | Ace              |                                           |
| 2007 | National Treasure: Book of Secrets | Riley Poole      |                                           |
| 2009 | The Station                        | Eric             | TV film                                   |
| 2009 | The Rebound                        | Aram Finklestein |                                           |
| 2009 | The Hangover                       | Doug Billings    |                                           |
| 2009 | Jusqu'à toi                        | Jack             | în limba engleză, "Every Jack Has A Jill" |
| 2009 | New York                           | Sean Baker       |                                           |
| 2009 | WWII in HD                         | Jack Werner      | voce numai                                |
| 2010 | Holy Rollers                       | Yosef Zimmerman  |                                           |
| 2011 | The Hangover Part II               | Doug Billings    |                                           |
| 2011 | Dark Horse                         | Richard          |                                           |
| 2013 | en:The Hangover Part III           | Doug Billings    |                                           |
| 2013 | CBGB                               | Stiv Bators      |                                           |

Televiziune
| An          | Titlu                  | Rol          | Note                                             |
| ----------- | ---------------------- | ------------ | ------------------------------------------------ |
| 1998        | 12 Angry Viewers (MTV) | El însuși    | 5 episoade, Juror #5                             |
| 2006        | Teachers               | Jeff Cahil   | 6 episoade, grupul major de personaje            |
| 2009        | Nyhetsmorgon           | Baksmällan   | 1 episod, un spectacol de televiziune din Suedia |
| 2012 - 2013 | The New Normal         | David Sawyer | Rol principal                                    |